# メンゲルスキルヒェン
メンゲルスキルヒェンまたはメンガースキルヒェン (ドイツ語: Mengerskirchen) は、ドイツ連邦共和国ヘッセン州ギーセン行政管区のリムブルク＝ヴァイルブルク郡に属す市場町である。

## 地理

### 隣接する町村
メンゲルスキルヒェンはヴェスターヴァルト内に位置している。北はグライフェンシュタイン（ラーン＝ディル郡）、東はレーンベルク、南はメーレンベルクおよびヴァルトブルン（3町村はいずれもリムブルク＝ヴァイルブルク郡）、西はノインキルヒェン、エルゾフ、オーバーロート（3町村はいずれもラインラント＝プファルツ州ヴェスターヴァルト郡）と境を接している。

### 自治体の構成
自治体メンゲルスキルヒェンは、ヘッセン州自治体法のオルツベツィルク（管区）である5つの地区から構成される。
- ディルハウゼン
- メンゲルスキルヒェン（行政機関の所在地）
- プロープバッハ
- ヴァルデルンバッハ
- ヴィンケルス

## 歴史
メンゲルスキルヒェン集落は、1279年のディートキルヒェン（現在はリムブルクの市区）の聖ルーベンティウス修道参事会の文書中に初めて記録されている。現在のヴィンケルスはこれ以前の1243年に、ヴァルデルンバッハは1296年、プロープバッハは1299年、ディルスハウゼンは1307年に最初の記録が遺る。メンゲルスキルヒェンは1307年に「oppidum」（「都市」を意味する）と記述されている。記録上、都市権に関する記述は、1321年2月18日が初出である。
メンゲルスキルヒェンの近くに、住民を護るための土塁「レントマウアー」が築かれていた。おそらくメンゲルスキルヒェン城の建設が始まった1313年に、独自の教区が設けられ、カレンベルガー・ツェント（地方裁判区）の中心地としての機能を担った。バイルシュタイン、ハイマウ（現在のレーンベルク）、ネンデロートの裁判所とともに、アルボルン、メンゲルスキルヒェン、ネンデロートの間にある尾根カレンベルクスコプフにツェント裁判所が設けられた。皇帝フリードリヒ3世は歳の市の開催特権を発行した。この市場は9月14日にメンゲルスキルヒェン近郊での開催が許可された。これは集落近くの路傍に建つ十字架と関連があり、おそらく巡礼と関係している。
1343年から1561年までメンゲルスキルヒェンはナッサウ＝バイルシュタイン家の支配下にあり、その後他のナッサウ＝バイルシュタイン家の所領とともにナッサウ＝ディレンブルク家に返還された。ナッサウ＝ディレンブルク伯オットー2世は、その妻アーデルハイト・フォン・フィアンデンに未亡人領としてメンゲルスキルヒェンを遺贈した。
ヘルボルンからリムブルクに至る街道ホーエ・シュトラーセとケルンからフランクフルトに至るライン街道の2本の交易路が交差する地点に、当時重要な税関が設けられていた。その管轄地域は、アルメンロート、アルボルン、ケドリンゲン、ディルハウゼン、ヘルメンロート、ネンデロート、ニーダープロープバッハとオーバープロープバッハ（現在は単にプロープバッハ）、オーベルスハウゼン、オーデルスベルク、ヴィンケルスを含んでいた。このためメンゲルスキルヒェンは本来の宮廷所在地であるバイルシュタインよりも大きな街となっていた。メンゲルスキルヒェンの城館には、何度も中断を挟みながらも、1816年までアムト・メンゲルスキルヒェンが入居していた。最後のアムト長官はこの年に退官し、このアムトはアムト・ヴァイルブルクに統合された。
プロイセンは1867年に、前年に併合していたナッサウ公国の再編を行い、メンゲルスキルヒェンも属すオーバーラーン郡を創設した。オーバーラーン郡は、1974年のヘッセン州の地域再編により、リムブルク＝ヴァイルブルク郡に編入された。
1898年9月2日にメンゲルスキルヒェン消防団が結成された。この消防団は、すでに存在していたブラウンフェルス、オーバーティーフェンバッハ、ヴァイルブルクの消防団とともにヴィースバーデン県消防連盟のオーバーラーン消防管区を形成した。1906年9月3日にオーバーティーフェンバッハで開催された管区集会には30人が出席した。

### 地域再編
ヘッセン州の地域再編に伴い、1970年12月31日に、それまでオーバーラーン郡の独立した町村であったディルハウゼン、メンゲルスキルヒェン、プロープバッハ、ヴァルデルンバッハ、ヴィンケルスが合併して、「メンゲルスキルヒェン」という名称の新しい自治体が発足した。メンゲルスキルヒェンが行政機関の所在地に決まった。かつての町村は、それぞれ地区議会と地区長を有するオルツベツィルクとされた。

### 領邦・行政体の変遷
以下のリストは、メンゲルスキルヒェンの属した領邦および行政体を概観するものである。
- 1053年: ラーンガウ（ドイツ語版、英語版）
- 1711年以前: 神聖ローマ帝国ハーダマル侯領アムト・メンゲルスキルヒェン
- 1711年から: 神聖ローマ帝国ナッサウ＝オラニエ侯領の一部としてのハーダマル侯領アムト・メンゲルスキルヒェン
- 1806年 - 1813年: ベルク大公国ジーク県ドリードルフ小郡
- 1813年 - 1815年: ナッサウ＝オラニエ侯国アムト・メンゲルスキルヒェン
- 1816年から: ドイツ連邦ナッサウ公国アムト・ヴァイルブルク
- 1849年から: ドイツ連邦ナッサウ公国クライスアムト・ハーダマル
- 1854年から: ドイツ連邦ナッサウ公国アムト・ヴァイルブルク
- 1867年から: 北ドイツ連邦プロイセン王国ヘッセン＝ナッサウ州（ドイツ語版、英語版）ヴィースバーデン県（ドイツ語版、英語版）オーバーラーン郡
- 1871年から: ドイツ国プロイセン王国ヘッセン＝ナッサウ州ヴィースバーデン県オーバーラーン郡
- 1918年から: ドイツ国プロイセン自由州ヘッセン＝ナッサウ州オーバーラーン郡
- 1944年から: ドイツ国プロイセン自由州ナッサウ州（ドイツ語版、英語版）オーバーラーン郡
- 1945年から: アメリカ管理地区（ドイツ語版）グロース＝ヘッセン（ドイツ語版、英語版）、ヴィースバーデン行政管区オーバーラン郡
- 1949年から: ドイツ連邦共和国ヘッセン州ヴィースバーデン行政管区オーバーラン郡
- 1968年から: ドイツ連邦共和国ヘッセン州ダルムシュタット行政管区オーバーラーン郡
- 1974年から: ドイツ連邦共和国ヘッセン州ダルムシュタット行政管区リムブルク＝ヴァイルブルク郡
- 1981年から: ドイツ連邦共和国ヘッセン州ギーセン行政管区リムブルク＝ヴァイルブルク郡

## 住民

### 宗教統計
- 1885年: 福音主義信者 11人 (1.07 %)、カトリック信者 1,008人 (98.25 %)、ユダヤ教徒 7人 (0.68 %)
- 1961年: 福音主義信者 77人 (5.47 %)、カトリック信者 1,323人 (94.03 %)

出典: Historisches Ortslexikon

## 行政

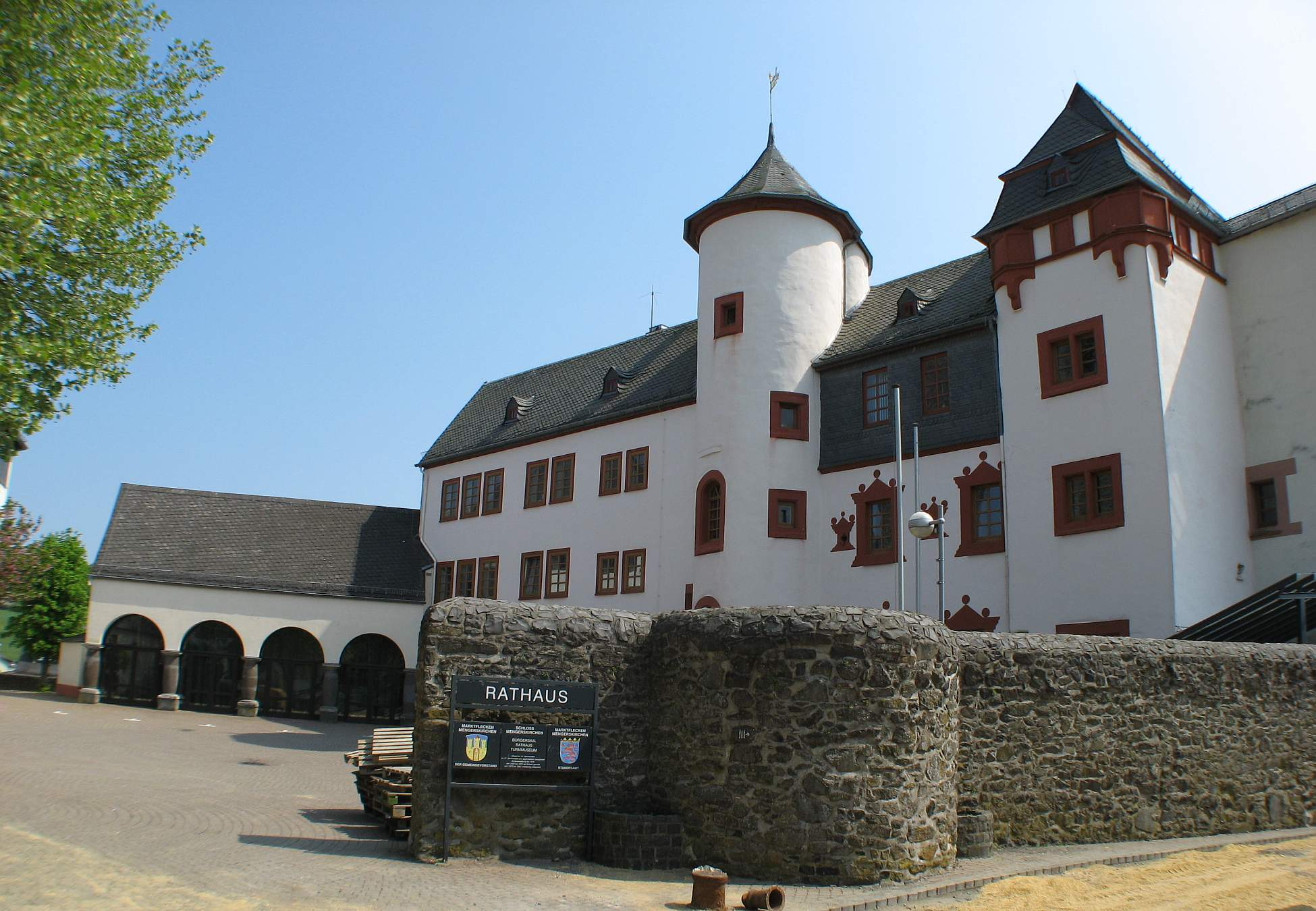
メンゲルスキルヒェン町役場。かつては城館であった。

メンゲルスキルヒェンの町議会は25議席からなる。

## 文化と見所

### 見所
- メンゲルスキルヒェンの城館
- ディルハウゼンとプロープバッハの炭酸泉
- ヴィンケルス近郊のマイエンブルク城趾（またはアイゲンブルク城趾）
- プロープバッハのカトリックの聖ミヒャエル教会: 1873年にネオロマネスク様式で建造され、1901年から1903年にユーゲントシュティール様式に改築された。
- ヴィンケルスのカトリックの聖マリエ・ゲブルト教会（聖母の受胎教会）: 1880年建造。
- メンゲルスキルヒェンのカトリックマグダラの聖マリア教会: 1959年建造
- ヴァルデルンバッハのカトリックの聖カタリナ教会: 1878年建造
- ユダヤ人墓地（メンゲルスキルヒェン）

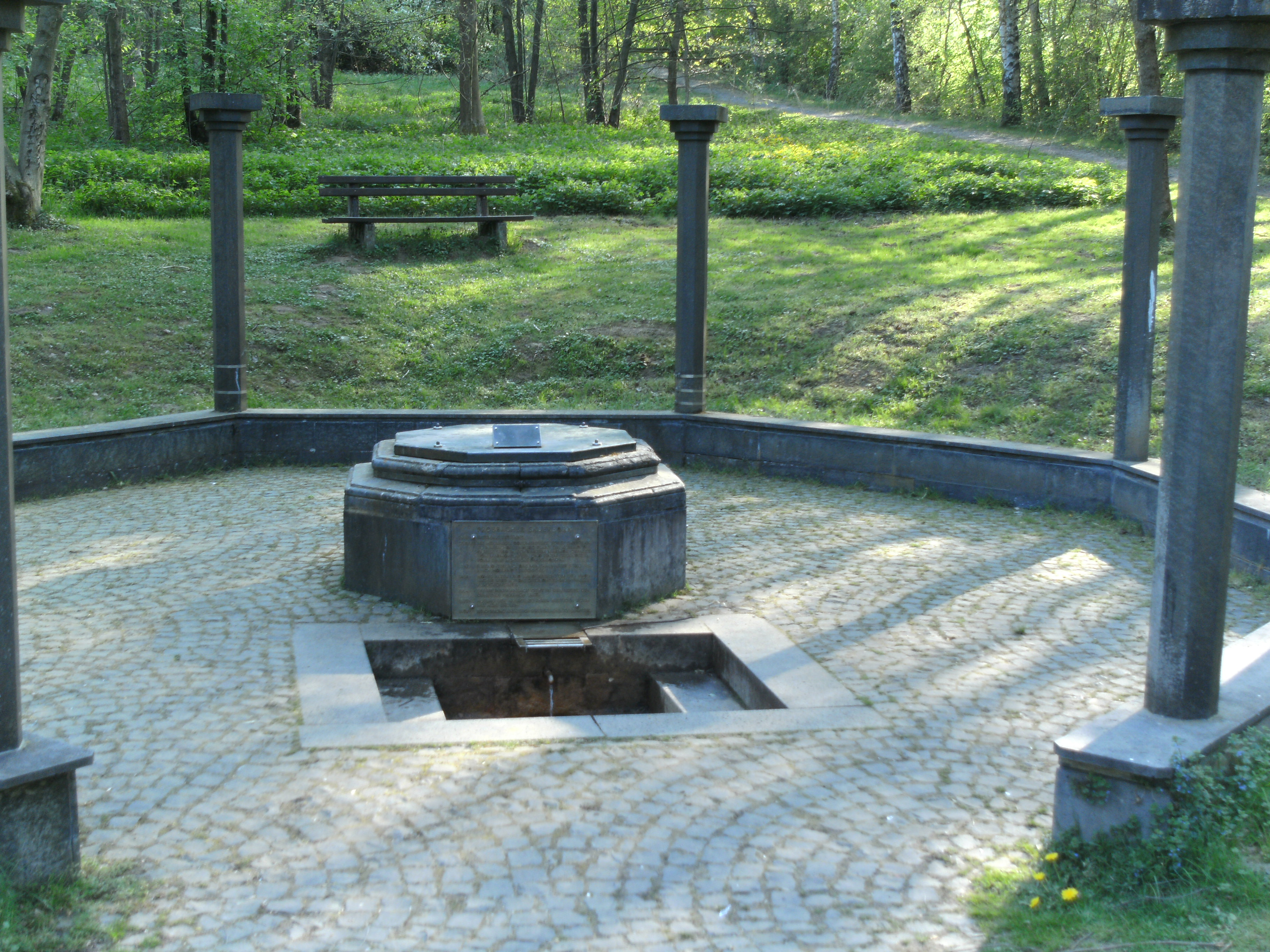
プロープバッハの炭酸泉
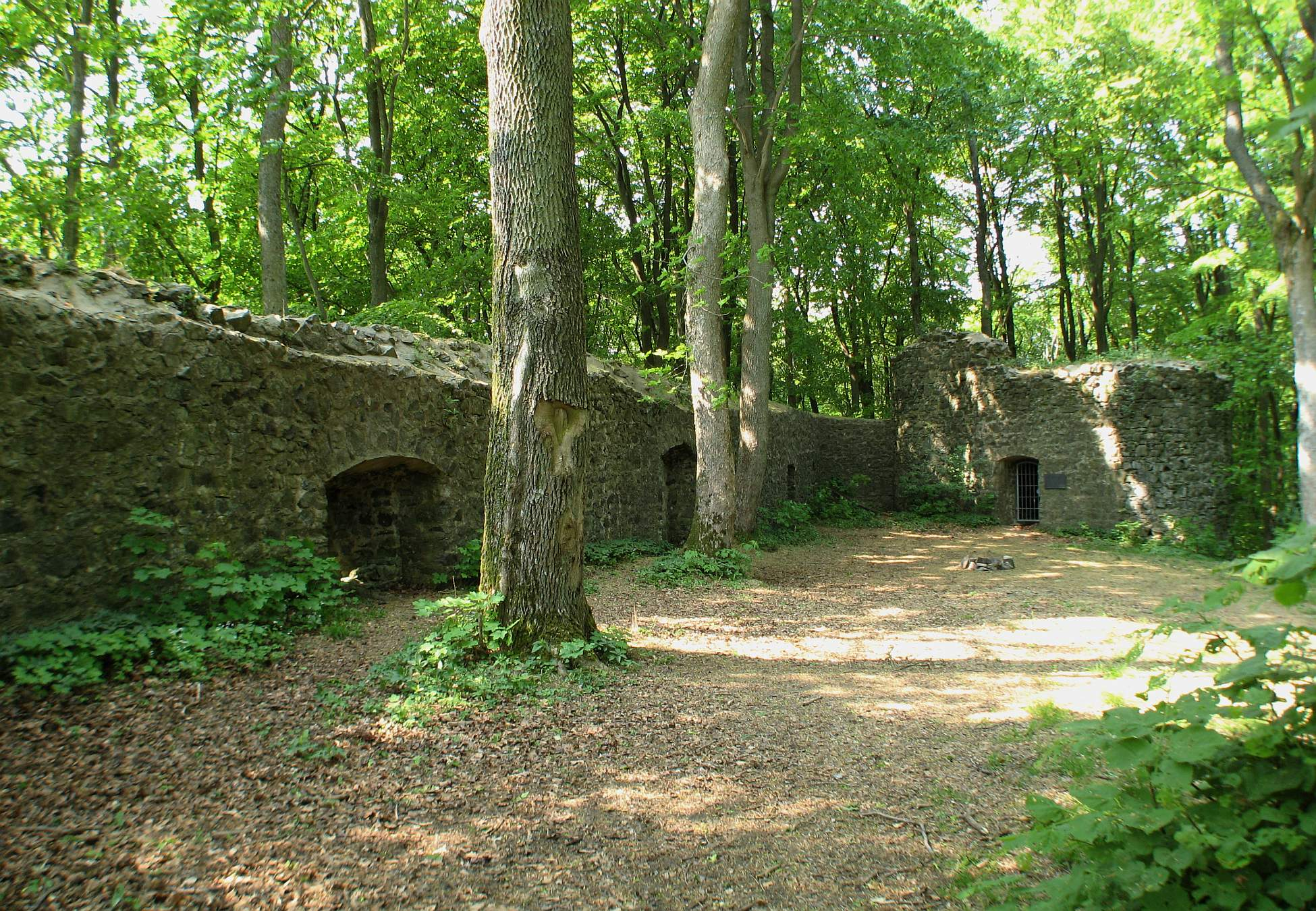
マイエンブルク城趾
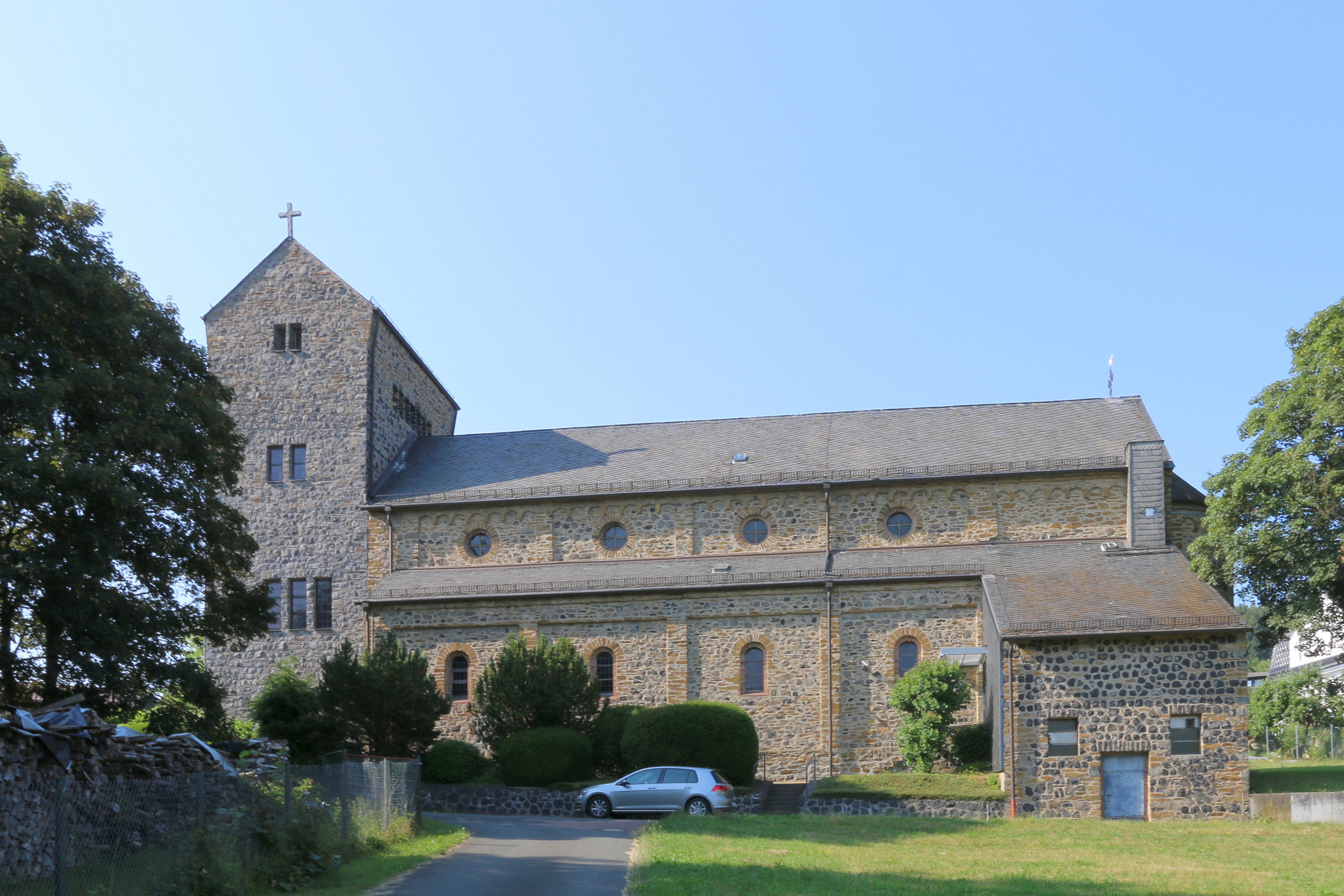
プロープバッハの聖ミヒャエル教会
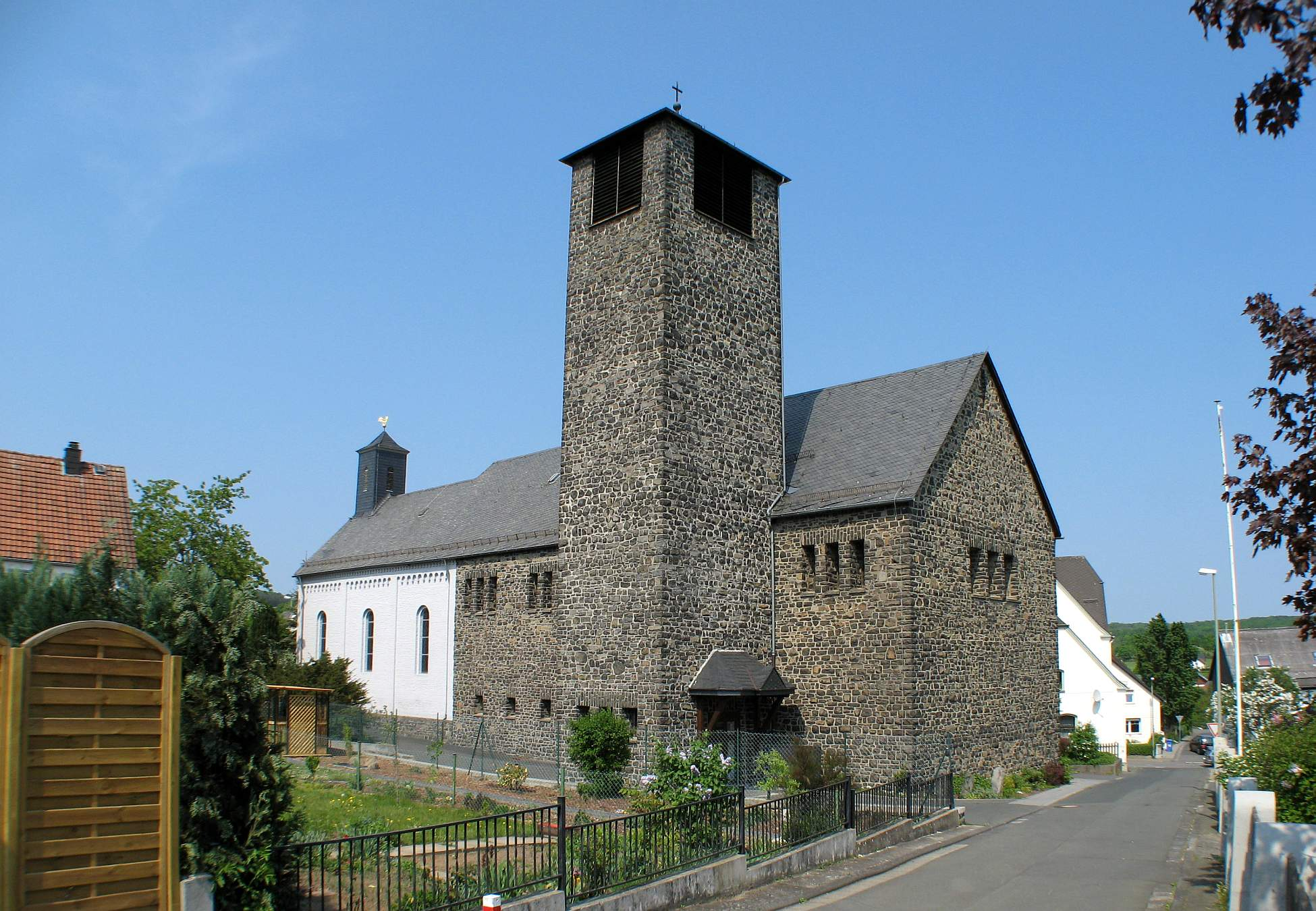
ヴィンケルスの「マリエ・ゲブルト」教会
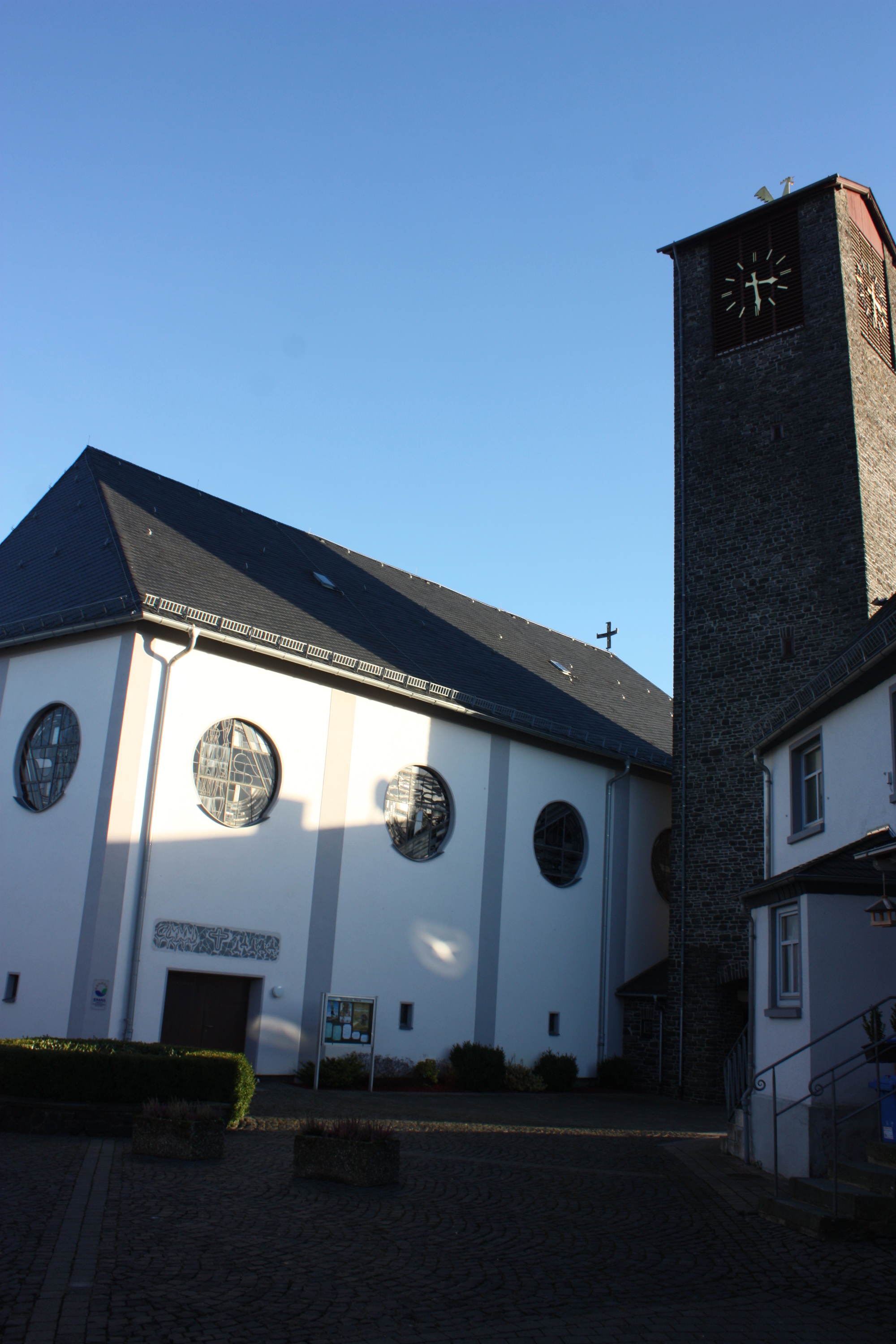
マグダラの聖マリア教会
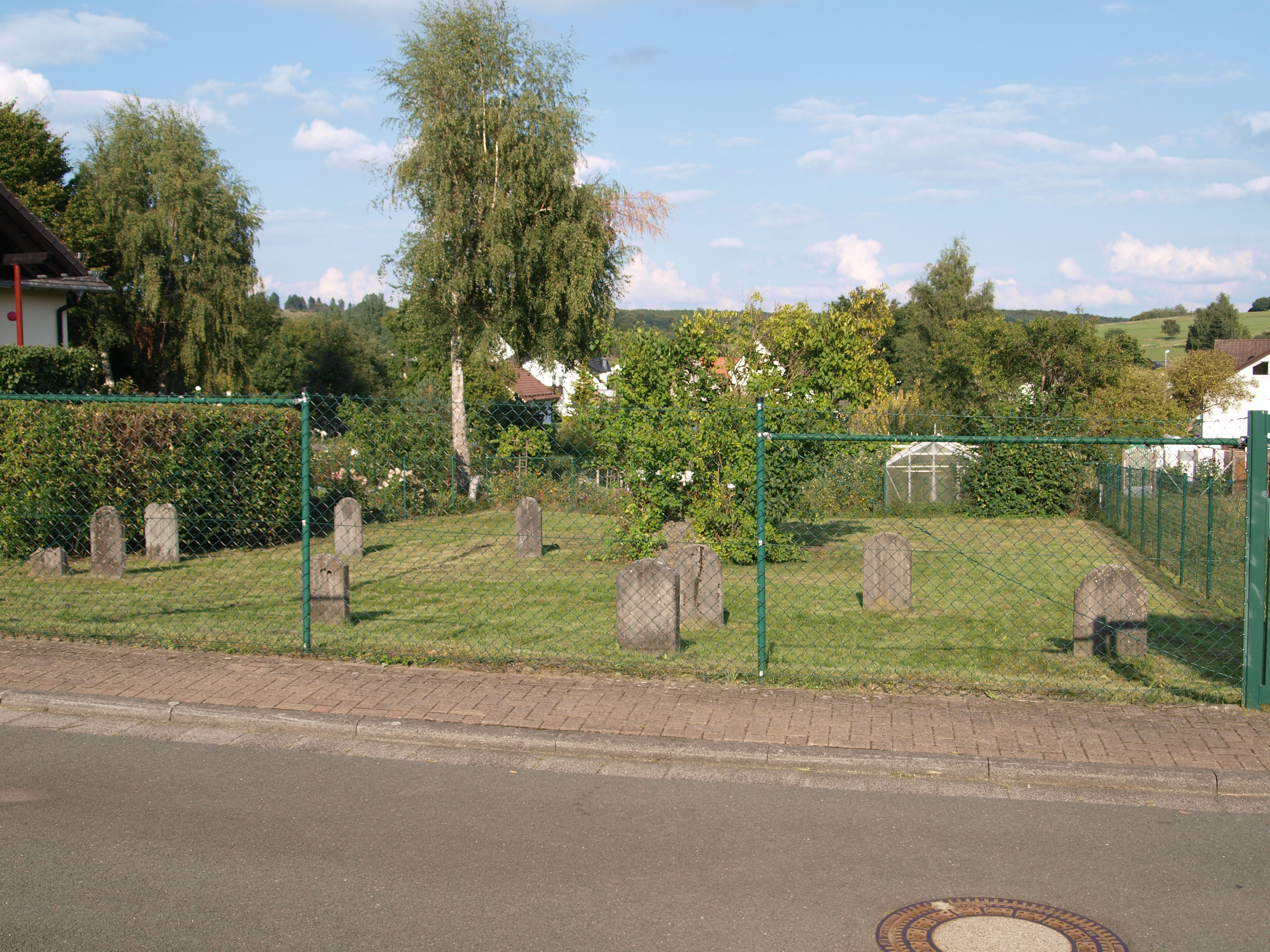
メンゲルスキルヒェンのユダヤ人墓地

## 経済と社会資本

### 教育
メンゲルスキルヒェン町内には基礎課程学校1校と本課程・実科学校1校がある。さらに上級の学校は、ヴァイルブルクおよびリムブルク・アン・デア・ラーンの学校に進学する。

#### フランツ＝ロイニンガー＝シューレ
メンゲルスキルヒェン地区にフランツ＝ロイニンガー＝シューレがある。これは町の基礎課程学校である。校名は、メンゲルスキルヒェン出身の反ナチ運動家フランツ・ロイニンガーにちなんで命名された。

#### ヴェスターヴァルトシューレ
ヴァルデルンバッハ地区に、1977年10月21日に開校した本課程・実科学校ヴェスターヴァルトシューレがある。この学校はメンゲルスキルヒェン、メーレンベルク、ヴァルトブルン（エラー地区を除く）、ベーゼリヒ（ヘックホルツハウゼン地区）を校区としている。

### レジャー施設とスポーツ・アクティビティ
メンゲルスキルヒェンの町域の端にある、町内で最も高いクノーテン山の周囲では、冬季になると長距離スキーが楽しめる。
水浴場のある湖ゼーヴァイアー・メンゲルスキルヒェンの湖畔にキャンプ場が営業している。1978年からここには66戸の「週末の家」（貸別荘）が建っている。ディルハウゼンとプロープバッハには、地元で「ザウアーボルン」と呼ばれるミネラルウォーターの源泉がある。そこは人気のハイキング地である。

### 施設・機関
- メンゲルスキルヒェン幼稚園
- ヴァルデルンバッハ幼稚園
- ヴィンケルスおよびプロープバッハ幼稚園
- ディルハウゼン幼稚園
- メンゲルスキルヒェン消防団
- ディルハウゼン消防団
- プロープバッハ消防団
- ヴァルデルンバッハ消防団
- ヴィンケルス消防団

### 交通
メンゲルスベルクは広域道路網に直接面していない。連邦道 B49号線の最寄りの入り口はメーレンベルクおよびレーンベルクにある（約 5 km の距離にある）。連邦アウトバーン A45号線の最寄りのインターチェンジはヘルボルン市にある（約 18 km）。1930年にケルカーバッハ鉄道のメンゲルスキルヒェンとヒンターマイリンゲン区間が廃止になって以降、鉄道も通っていない。フランクフルト空港までの距離は約 85 km である。

## 人物

### 出身者
- フランツ・ロイニンガー（1898年 - 1945年）反ナチス運動家
- オリヴァー・ガイス（1991年 - ）射撃競技選手

## 関連図書
- Heinrich Messerschmidt (1979). 700 Jahre Mengerskirchen. Der Marktflecken am "Knoten" im Wandel der Zeit. Gemeinde Mengerskirchen
- Ernst Leuninger (2014). Wegemarken in Mengerskirchen. Limburg